# ロードアイランドレッド

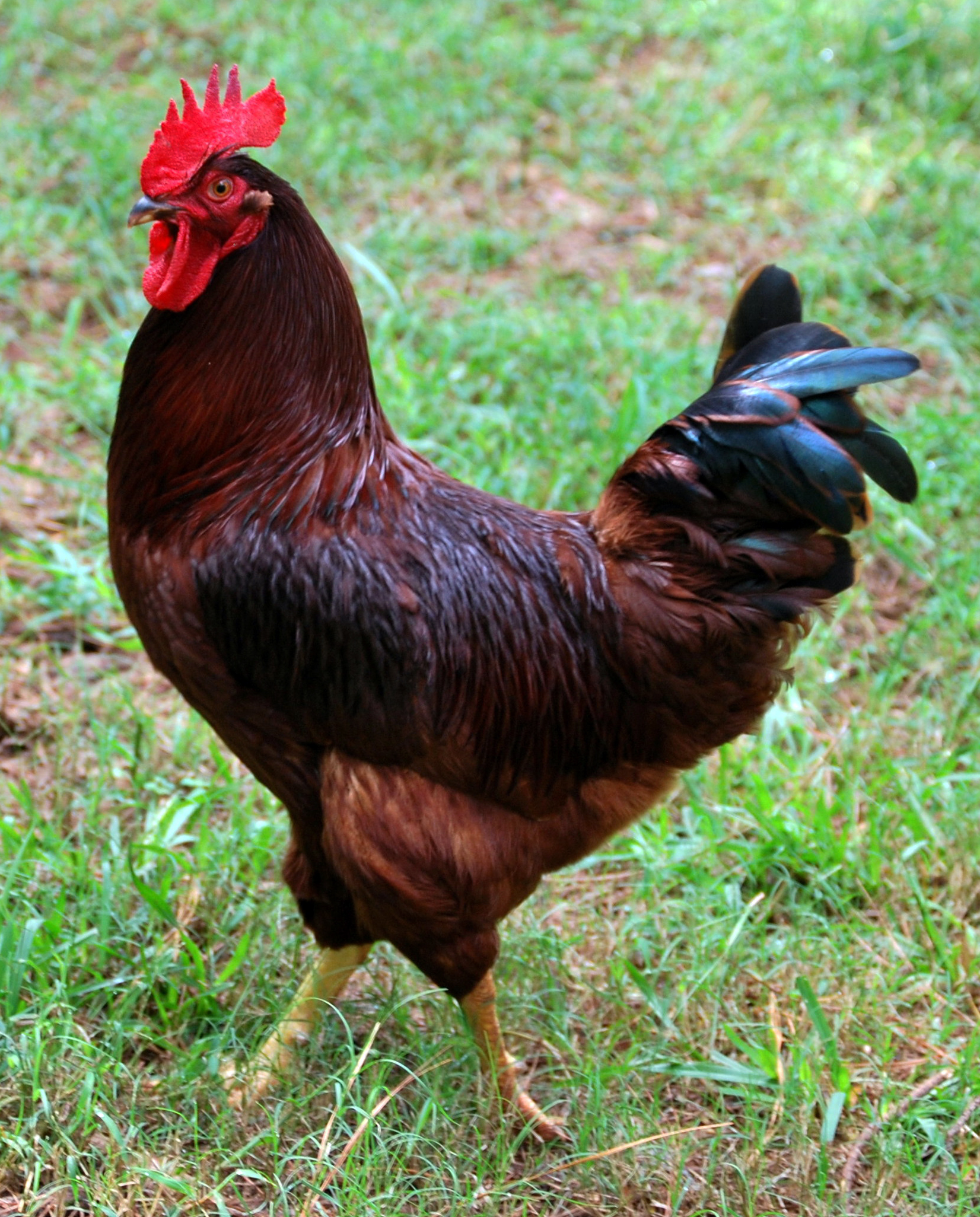
ロードアイランドレッドのオス

ロードアイランドレッド（Rhode Island Red）はアメリカ原産のニワトリの品種で卵肉兼用種として飼育されている。

## 概要

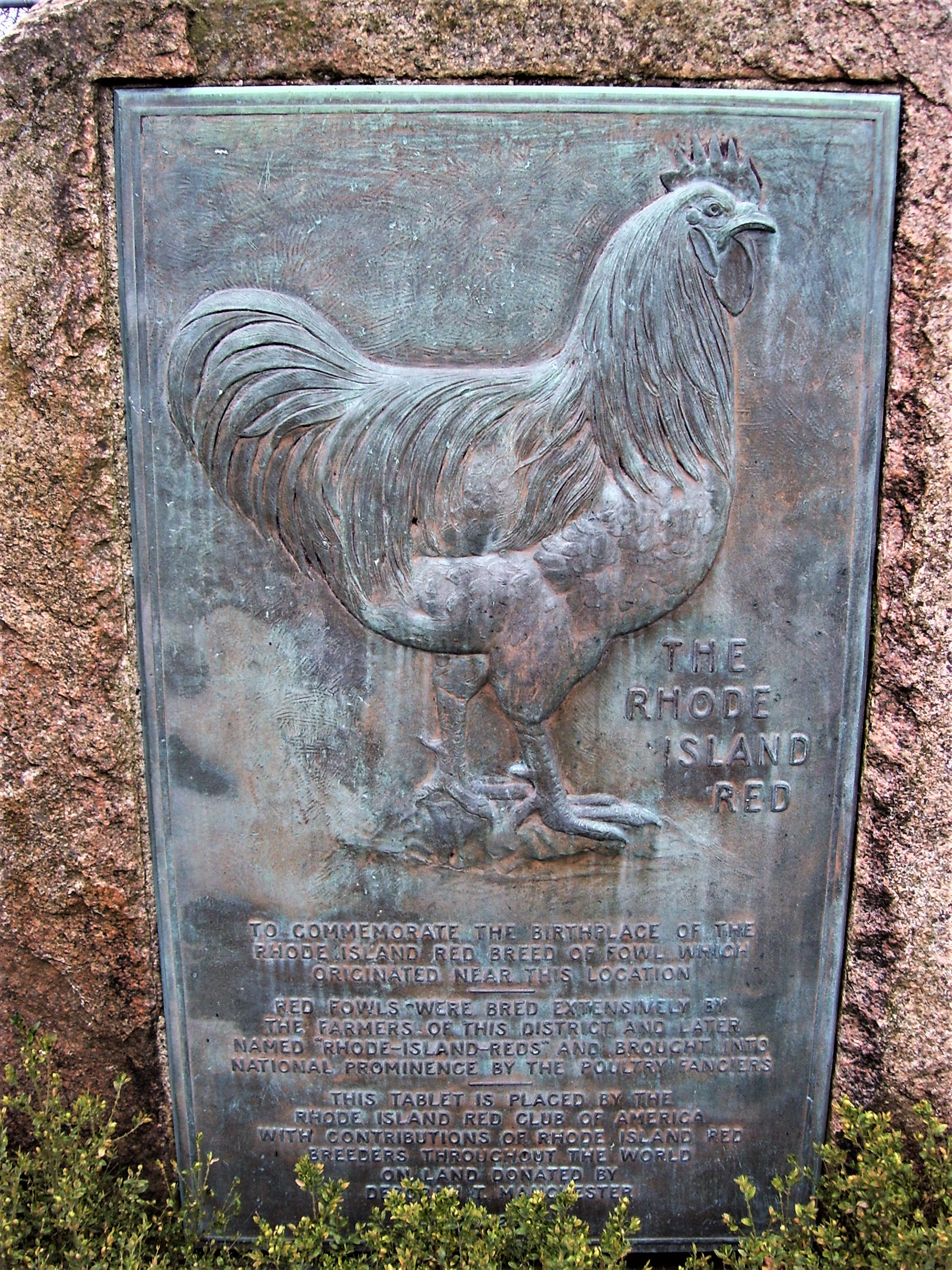
アダムスビルにある本種の記念碑

アメリカのロードアイランド州およびマサチューセッツ州で品種改良されたニワトリである。羽毛は赤褐色で身体堅強であり、年間200個以上を産卵するが日本国内での飼育数は余り多くなく主に品種改良の交配親としてよく利用されている。赤褐色の卵を産む。卵肉兼用種であるが、現在では採卵用と採肉用とそれぞれに適した系統が作られている。

## 歴史
現在のロードアイランドレッド種の大元となるニワトリは、ロードアイランド州のアダムスビルで1850年頃に作出された。作出には赤色マレー種、褐色レグホーン種、アジア系在来種などのニワトリが用いられたとされ、品種としては明治38年（1905年）にアメリカでアメリカ原産種公認された。日本でも同年に輸入されているため、現在では明治までに国内へ導入され定着した品種であるという理由等で、日本農林規格において日本在来種として記載されている。1925年にはロードアイランド州アダムスビルに本種の記念碑が作られた。

## 派生
ニューハンプシャー種は本種をニューハンプシャー州にて分離、育種された卵肉兼用種のニワトリである。

## 利用
現在では一代交配種（F1）の親鳥として用いられる事が多く、比内鶏と交配させた比内地鶏、土佐地鶏と交配させた土佐ジロー、薩摩鶏と交配させたさつま地鶏、岡崎おうはんと交配させた福地鶏、ボリスブラウンなどの作成に用いられている。